# David Kagan
David Dennis Kagan (ur. 9 listopada 1949 w Waukegan, Illinois) – amerykański duchowny katolicki, biskup diecezji Bismarck od 2011.

## Życiorys
Dorastał w Spring Grove w Illinois. Do kapłaństwa przygotowywał się m.in. w Rzymie, gdzie na Uniwersytecie Gregoriańskim uzyskał dyplomy z filozofii, teologii, a także prawa kanonicznego. Święcenia kapłańskie otrzymał 14 czerwca 1975 roku w rodzinnej diecezji, w katedrze św. Piotra w Rockford, Illinois z rąk bpa Arthura O’Neilla. Służył następnie duszpastersko w wielu parafiach. Zasiadał również w trybunałach i komisjach diecezjalnych. Był m.in. dyrektorem Biura Komunikacji, wikariuszem Trybunału Diecezjalnego, a także członkiem Kolegium Konsultorów i wikariuszem generalnym diecezji i moderatorem kurii. Od 2010 roku był proboszczem parafii Świętej Rodziny w Rockford. W roku 1994 otrzymał tytuł prałata honorowego Jego Świątobliwości, a w lipcu 2011 protonotariusza apostolskiego.
19 października 2011 roku otrzymał nominację na ordynariusza diecezji Bismarck w Dakocie Płn. Jego konsekracja biskupia odbyła się 30 listopada 2011 roku w katedrze Ducha Świętego w Bismarck. Od 18 lipca 2012 do 19 czerwca 2013 pełnił funkcję administratora apostolskiego sąsiedniej diecezji Fargo w okresie sede vacante po mianowaniu dotychczasowego ordynariusza arcybiskupem metropolitą Denver.